# Confédération Africaine de Football

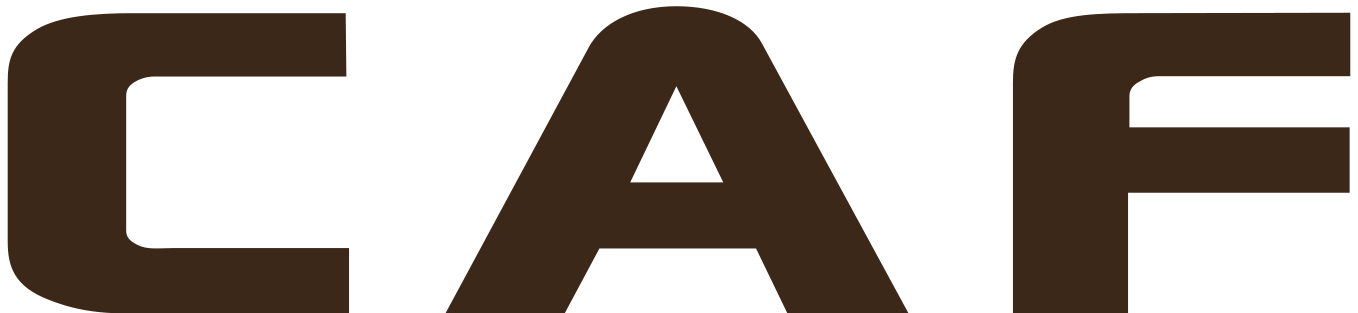
Logo CAF

Kaart van de verschillende voetbalbonden, lidstaten van de CAF zijn weergegeven in bruin

De Confédération Africaine de Football of CAF is de Afrikaanse voetbalbond. De CAF is gesticht in 1957 en is gevestigd in Egypte.
Deze bond staat in voor onder andere de organisatie van de Afrika Cup (het Afrikaans kampioenschap voor landenteams), het African Championship of Nations, de CAF Champions League (vergelijkbaar met de UEFA Champions League) en de CAF Confederation Cup (vergelijkbaar met de UEFA Europa League). Daarnaast is er de CAF Super Cup en was er vroeger ook de CAF Beker der Bekerwinnaars (Engels: African Cup Winners' Cup).